# Groene schildpadkever
De groene schildpadkever of distelschildpadtor (Cassida rubiginosa) is een keversoort uit de familie bladkevers (Chrysomelidae). De wetenschappelijke naam van de soort werd in 1776 gepubliceerd door Otto Frederik Müller.

## Kenmerken
De groene schildpadkever is ongeveer 6-7,5 mm groot. De bovenzijde, inclusief het halsschild en de dekschilden, is heldergroen van kleur, de onderzijde is zwart. De buitenrand van de dekschilden en pronotum heeft vaak een smalle gele rand. De dekschilden hebben vaak een getaande of bruine basale driehoek en vier basale vlekken, soms versmolten tot een brede bruine rand langs de hechtdraad van de dekschilden, maar kunnen helemaal afwezig zijn. De bovenkant van het halsschild en de dekschilden heeft een stippeling van grove stippen, die niet in duidelijke rijen op de dekschilden staan, maar onregelmatig over het oppervlak zijn verdeeld. Poten en antennes zijn roodbruin, de antennes worden donkerder naar de punt toe.

## Levenswijze
Cassida rubiginosa voedt zich met distels (Cirsium en Carduus) of klissoorten (Arctium). Andere, minder vaak genoemde voedselplanten zijn knoopkruid (Centaurea) en diverse andere asteraceae (composieten). De belangrijkste voedselplant voor kevers (Imagines) en larven is de kruipende distel (Cirsium arvense). 
De soort heeft minimaal één generatie per jaar in het noorden van zijn verspreidingsgebied en overwintert als imago. Om dit te doen, verlaten de kevers de waardplant in de herfst en vliegen naar bossen of houten elementen, waar ze de winter doorbrengen in het bladafval. Als er geen geschikte overwinteringshabitats beschikbaar zijn, is de sterfte (sterfte) in de winter erg hoog (drie op de vier kevers). De kevers verlaten hun winterverblijf in het late voorjaar (maart tot april) en paren op de waardplant. Het vrouwtje legt dan haar eieren, bij voorkeur aan de onderkant van het blad. De eieren worden in een beschermd legsel met schaal (ootheca) gelegd, een legsel bevat vier tot vijf eieren, vaak minder, soms slechts één. Elk vrouwtje legt in de loop van haar leven in ongeveer drie maanden talloze oothecae (gemiddeld meer dan zestig). Elke ootheca wordt dan extra gecamoufleerd door enkele uitgescheiden uitwerpselen. Zoals de meeste van zijn verwanten, heeft de distelschildpadkever vijf larvale stadia.
De ontwikkeling van ei tot pop duurt ongeveer twintig tot dertig dagen, afhankelijk van de temperatuur. Het laatste larvale stadium werpt het schild af, hecht zich aan de plant en verpopt zich daar. De adulten van de nieuwe generatie komen midden in de zomer in Europa uit met een maximum eind augustus.

## Voorkomen
Cassida rubiginosa is wijdverbreid in Europa, van Scandinavië tot het Middellandse Zeegebied, oostwaarts via Siberië tot het Russische Verre Oosten. Het is nu geïntroduceerd in Noord-Amerika (eerste waarneming: 1902 in Quebec), waar het vooral veel voorkomt in Canada en de VS (ten zuiden van Virginia, westelijke grens via Ohio, Wisconsin en South Dakota).
De larven behoren tot de prooi van papierwespen, die tot hun belangrijkste roofdieren behoren. Een werkgroep van Zwitserse ecologen toonde in een experiment aan dat wespen vaker jagen op blootgestelde distelplanten dan op verborgen distelplanten. De kevers houden hier echter geen rekening mee bij het leggen van hun eieren.